# Ахмедли, Алмаханым Вугар кызы
Алмаханым (азерб. Almaxanım Vüqar qızı Əhmədli; полное имя: Алмаханым Вугар кызы Ахмедли; род. 18 августа 2001 г.; Баку) — азербайджанская певица, солист Aztv, победительница VI Конкурса мугама.

## Биография
Алмаханым Ахмедли родилась 18 августа 2001 года в Баку. Дочь литературоведа, поэта, доктора филологических наук, профессора Вугара Ахмеда. С 2006 по 2014 год училась в Гуманитарной гимназии имени С. Д. Пишевари. В 2017 году окончила среднюю школу им. М. А. Сабира. В 2017 году с отличием окончила отделение «Мугам» Бакинской музыкальной школы имени Саида Рустамова. В 2020 году окончила Азербайджанскую национальную консерваторию.

## Деятельность
- В 2014 году выпустила первый альбом «Карабах» состоящий из мугама, тесниф, народных и композиторских песен[2].
- В 2014 году стала победительницей международного музыкального конкурса тюркских народов.
- Профессиональную карьеру начала в 2014 году.[3] В репертуар входит мугам, композиторские и народные песни, а также песни на турецком, арабском, персидском и на английском языке.[4]<>https://moscow-baku.ru/news/culture/v_ramkakh_festivalya_nasimi_v_shamakhy_otkrylas_vystavka_miniatyur/</>
- В 2017 году стала победительницей «Гран-При» телеконкурса «Мугам» которую организовали Фонд Гейдара Алиева, государственное телевидение Азербайджана и Министерство культуры[5][6]
- С 2017 года работает солисткой AzTV.[7]<>https://atalar.ru/velikolepnyj-sintez-indijskogo-tantsa-i-azerbajdzhanskogo-mugama.html</>
- В 2018 году стала победительницей «V Республиканский конкурс мугама»[8]
- Свой первый сольный концерт дала в Международном центре мугама в 2017 году[9][10]
- В 2018 году дала сольный концерт в Душанбе, Таджикистан посвященный 100-летию Азербайджанской Демократической Республики[11]
- В 2019 году дала сольный концерт в Иерусалиме[12]
- В 2021 году выступила с концертом в Москве[13]

## Дискография

### Альбомы
| Год  | Альбом          |
| ---- | --------------- |
| 2014 | Карабах         |
| 2020 | Мой Азербайджан |

### Синглы
| Год  | Одинокий        | Переходы        |
| ---- | --------------- | --------------- |
| 2020 | Selam söyleyin  | Spotify, iTunes |
| 2020 | Dünya qapını aç | Spotify, iTunes |

### Клипы
| Год  | Клип           | Переходы |
| ---- | -------------- | -------- |
| 2016 | Sevim sevməyim | YouTube  |
| 2020 | Sən olaydın    | YouTube  |
| 2020 | Selam söyleyin | YouTube  |
| 2021 | Aşiqəm         | YouTube  |

### Концерты
| История | Местосположения            | Переходы |
| ------- | -------------------------- | -------- |
| 2017 г. | Международный центр мугама | YouTube  |
| 2018 г. | ДушанбеДушанбе             |          |
| 2019 г. | Иерусалим                  |          |

### Официальные видео и аудио каналы
- YouTube канал
- Spotify
- Apple music
- Deezer
- Яндекс музыка

### Аккаунты в социальных сетях
- Аккаунт в инстаграм
- Страница на фейсбуке
- Аккаунт в Твиттере
- Канал Telegram